# Seminovella
Seminovella es un género de foraminífero bentónico de la subfamilia Loeblichiinae, de la familia Loeblichiidae, de la superfamilia Fusulinoidea, del suborden Fusulinina y del orden Fusulinida. Su especie tipo es Eostafella (Seminovella) elengatula. Su rango cronoestratigráfico abarca desde el Namuriense superior hasta el Moscoviense (Carbonífero superior).

## Discusión
Clasificaciones más recientes incluyen Seminovella en la superfamilia Loeblichioidea, del suborden Endothyrina, del orden Endothyrida, de la subclase Fusulinana, de la clase Fusulinata. También se ha incluido en subfamilia Millerellinae, de la familia Ozawainellidae y de la superfamilia Ozawainelloidea.

## Clasificación
Seminovella incluye a las siguientes especies:
- Seminovella donetziana †, también considerado como Pseudonovella donetziana †
- Seminovella elengatula †
- Seminovella fragilis †, también considerado como Pseudonovella donetziana †
- Seminovella keltmensis †, también considerado como Pseudonovella donetziana †
- Seminovella manuripiensis †
- Seminovella sadai †